# Meridiano 3 E
O meridiano 3 E é um meridiano que, partindo do Polo Norte, atravessa o Oceano Ártico, Oceano Atlântico, Europa, África, Oceano Antártico, Antártida e chega ao Polo Sul. Forma um círculo máximo com o meridiano 177 W.
Começando no Polo Norte, o meridiano 3º Este tem os seguintes cruzamentos:
| País, território ou mar | Notas                                        |
| ----------------------- | -------------------------------------------- |
| Oceano Ártico           |                                              |
| Oceano Atlântico        |                                              |
| Mar do Norte            |                                              |
| Bélgica                 |                                              |
| França                  |                                              |
| Espanha                 |                                              |
| Mar Mediterrâneo        |                                              |
| Espanha                 | Ilha de Maiorca                              |
| Mar Mediterrâneo        | Passa a leste ilha Cabrera, Espanha          |
| Argélia                 | Passa a oeste de Argel                       |
| Mali                    |                                              |
| Níger                   |                                              |
| Benim                   |                                              |
| Nigéria                 |                                              |
| Oceano Atlântico        | Passa a oeste da ilha Bouvet, Noruega        |
| Oceano Antártico        |                                              |
| Antártida               | Terra da Rainha Maud, reclamada pela Noruega |
- Meridiano 2 E
- Meridiano 4 E